# Early Orbison
Early Robinson es un álbum recopilatorio del músico estadounidense Roy Orbison, publicado por la compañía discográfica Monument Records en octubre de 1964. Incluye canciones de sus primeros dos trabajos para Monument, así como «Pretty One», cara B de «Uptown», segundo sencillo del músico para la compañía.

## Lista de canciones
Cara A
1. "The Great Pretender" (Buck Ram)
2. "Cry" (Churchill Kohlman)
3. "I Can't Stop Loving You" (Don Gibson)
4. "I'll Say It's My Fault" (Roy Orbison, Fred Foster)
5. "She Wears My Ring" (Felice & Boudleaux Bryant)
6. "Love Hurts" (B. Bryant)

Cara B
1. "Bye Bye Love" (F. Bryant/B. Bryant)
2. "Blue Avenue" (Orbison, Joe Melson)
3. "Raindrops" (Melson)
4. "Come Back to Me (My Love)" (Orbison, Melson)
5. "Summer Song" (Orbison, Melson)
6. "Pretty One" (Orbison)

## Posición en listas
Álbum
| País           | Lista         | Posición |
| -------------- | ------------- | -------- |
| Estados Unidos | Billboard 200 | 101      |